# Fasil Gebi

Fasil Gebi je utvrđenje pored grada Gondara, na severu Etiopije, koja je bila sedište etiopskih vladara tokom 17. i 18. veka. Utvrđenje je građeno kao mešavina raznih arhitektonskih stilova i uticaja od nubijskog, arabijskog, do baroknog stila.
Zbog izuzetnih kulturno-istorijskih vrednosti, UNESCO je 1979. uvrstio utvrđenje Fasil Gebi na spisak mesta Svetske baštine u Africi.
Unutar utvrđenja nalazi se Dvorac Fasilides, Dvorac Jasu, Dvorana Davit, Zamak Mentevab, Dvorska kancelarija, Biblioteka i tri crkve.

## Istorija
Poreklo utvrđenja Fasil Gebi treba tražiti u tradiciji etiopskih vladara da putuju po svojoj državi boraveći u šatorima i uživajući proizvode lokalnog stanovništva. Prema tome, Fasil Gebi je do 17. veka bio katama ("kamp" ili "utvrđeno naselje") ili makababaja ("citadela") kako se spominje u Kraljevskim hronikama kralja Baede Marjama
Car Fasilides je prekinuo tu tradiciju osvajajući ovo područje i osnovavši svoju prestonicu, grad Gondar, izgradnjom utvrđenja Fasil Gebi (amharski za "Fasilijevo utvrđenje"). Tlo oko utvrđenja je poravnano i okruženo zidinama s mnogim portalima. Sledeći vladari su unutar zidina dodavali svoje građevine koje su uglavnom sačuvane do danas. Posetivši Fasil Gebi 1950-ih, istoričar Tomas Pakenham je otkrio kako su između ostataka palata načičkani mnogi carski paviljoni i kiosci

## Odlike
Fasil Gebi pokriva oko 70 km² severno od Gondarskog trga Adababaj gde su održavane kraljevske objave i pogubljenja kažnjenika, a koja je danas gradski trg. Zidine su otvorene s 12 portala od kojih je svaki vodio u tačno određen deo carskog kompleksa. Unutra dominira utvrđenje sa svojim ogromnim tornjevima i pojačanim zidovima koja liči na srednjovjekovno evropsko utvrđenje. Pored njega, Fasiladas je izgradio i brojne druge građevine, od kojih je možda najstariji dvorac Enkulal Gemb ("dvorac jaje"), tako nazvan zbog svoje jajolike kupole. Kupatilo je dvougaona utvrđena građevina oko velikog bazena koji se punio vodom iz obližnje reke. U donjem delu je tremovima i mostovima spojen s drugim građevinama.
Ijasuov dvorac je bogato ukrašen slonovačom, ogledalima i slikama na drvu palmi, dok je svod prekriven dragim kamenjem. Ipak njegova najznačajnija građevina je Crkva svetla Svetog trojstva (Debra Berhan Selasi) koja se nalazi na uzvišenju uz severni zid i još uvek je u upotrebi. Iznutra je oslikana verskim istorijskim prizorima.
- Dvorac Johanisa I. početkom 20. veka
- Dvorište
- Fasilijevo utvrđenje
- Utvrđenje sa juga
- Pogled na Gondar

## Spoljašnje veze
- Gondar -Fasil Ghebbi UNESCO (језик: енглески)
- Ethiopia Travel Webpage Архивирано на веб-сајту  (25. јун 2012) (језик: енглески)